# Route nationale 624
Pour les articles homonymes, voir N624 et Route 624.
La route nationale 624 ou RN 624 était une route nationale française reliant Lemmarse au Vernet. À la suite de la réforme de 1972, elle a été déclassée en RD 624.
Depuis la mise en 2x2 voies de la RN 20 au sud de Toulouse, l'ancien tracé de cette dernière entre Pamiers et Saint-Jean-de-Verges a été déclassé en RD 624.

## Ancien tracé de Lemmarse au Vernet (D 624)
- Lemmarse, commune de Revel
- La Pomarède
- Peyrens
- Castelnaudary
- La Louvière-Lauragais
- Molandier
- Mazères
- Le Vernet